# Argyrophis oatesii
Argyrophis oatesii es una especie de serpientes de la familia Typhlopidae.

## Distribución geográfica
Es endémica de las islas Andamán, pertenecientes a la India y las islas Coco, pertenecientes a Birmania.

## Estado de conservación
Se encuentra amenazada por la pérdida de su hábitat natural.